# ليون وليامز (لاعب كرة قاعدة)
ليون وليامز (بالإنجليزية: Leon Williams)‏ هو لاعب كرة قاعدة أمريكي، ولد في 2 ديسمبر 1905 في ماكون في الولايات المتحدة، وتوفي في 20 نوفمبر 1984 في أتلانتا في الولايات المتحدة.

## وصلات خارجية
- ليون وليامز على موقعبيزبول رفرنس.كوم (الدوري الرئيسي) (الإنجليزية)
- ليون وليامز على موقعبيزبول رفرنس.كوم (الدوري الثانوي) (الإنجليزية)